# Джелилай, Ник
Ник Джелилай (алб. Kreshnik Xhelilaj; род. 5 марта 1983, Тирана, НСРА) — албанский актер театра и кино.

## Биография
Крешник Джелилай родился 5 марта 1983 года в Тиране в семье военнослужащих. Отец Ника хотел видеть сына военным, поэтому отправил четырнадцатилетнего парня на учебу в Стамбул. Через семь месяцев Джелилай оставил военную карьеру и вернулся домой. В 2004 году Ник поступил в Академию музыки и искусств Албании и сразу начал участвовать в кинематографических проектах. Также Джелилай работает в театре.